# Spíros Markezínis
Spíros Markezínis (em grego: Σπυρίδων Μαρκεζίνης; 1909 — 4 de Janeiro de 2000) foi um político da Grécia. Ocupou o cargo de primeiro-ministro da Grécia entre 8 de Outubro de 1973 a 25 de Novembro de 1973.

## Reforma econômica
Em 1949, Markezinis foi nomeado Ministro Sem Pasta, mas foi efetivamente atribuído o controle sobre a política econômica do governo, coordenando as atividades dos vários ministérios econômicos. Após a eleição do aliado de longa data Marechal Alexandros Papagos como primeiro-ministro em 1952, a posição efetiva de Markezinis como ministro das finanças foi reforçada. Em abril de 1953, Markezinis orquestrou uma desvalorização de 50% do dracma em relação ao dólar americano, simultaneamente reduzindo as restrições de importação. As políticas monetárias eficazes da Markezinis são creditadas por impulsionar as exportações e a demanda do consumidor, bem como reduzir a inflação e déficit da balança comercial. Markezinis foi considerado na época como um possível sucessor na liderança do partido e primeiro-ministro em caso de aposentadoria do marechal Papagos.

## Posições parlamentares posteriores
Papagos morreu em 1955. Ele não foi sucedido por Markezinis (cujas relações com o marechal se tornaram tensas) nem por outros herdeiros aparentes (como Panagiotis Kanellopoulos ou Stephanos Stephanopoulos), mas por Konstantinos Karamanlis, um ministro júnior que foi nomeado pelo rei Paulo para formar um novo governo. Karamanlis conseguiu reunir o apoio de quase todos os deputados do partido do marechal Papagos e acabou formando a conservadora União Radical Nacional (ERE). No mesmo ano, Markezinis fundou o Partido Progressista, mas não conseguiu cadeiras nas eleições de 1956. O partido de Markezinis acabou conquistando um assento no parlamento no eleições de 1958. Em 1961, foi reeleito em coligação com a União de Centro, assim como em 1964, em coligação com a União Radical Nacional. Anos de turbulência política se seguiram e culminaram em um golpe militar em 21 de abril de 1967, orquestrado por Georgios Papadopoulos, que resultou em um regime militar de 7 anos.

## Primeiro-ministro sob a ditadura
Em 1973, a Marinha Helênica, predominantemente monarquista, encenou uma tentativa frustrada de derrubar o regime militar. O homem forte da Junta George Papadopoulos retaliou depondo o já autoexilado Rei Constantino II e nomeando-se Presidente da República após um referendo controverso.
Em face das crescentes dificuldades com a economia, dissidência popular e crescente isolamento diplomático, a junta grega buscava formas de transição para alguma forma de governo parlamentar. Papadopoulos buscou apoio do antigo establishment político e Markezinis aceitou assumir a missão de ajudar a levar o país de volta ao regime parlamentar em um processo que foi chamado de metapolitefsi. Em setembro de 1973, foi nomeado por Papadopoulos primeiro-ministro da Grécia, com a tarefa de conduzir a Grécia ao regime parlamentar. Ele aceitou a tarefa, sujeito ao compromisso de Papadopoulos de reduzir qualquer interferência militar. Papadopoulos aboliu a lei marcial e facilitou a censura da imprensa. Prometeram-se eleições livres, nas quais se esperava a participação de formações políticas, incluindo parte do centro-esquerda tradicional. No entanto, o Partido Comunista da Grécia (KKE), banido desde a guerra civil, e a Esquerda Democrática Unida (EDA), o partido que mais liderou o KKE durante os anos de regime democrático, não deveria ser relegitimado nem autorizado a participar. De qualquer forma, a maioria dos principais políticos da velha guarda, incluindo Karamanlis, Andreas Papandreou, Panagiotis Kanellopoulos e Georgios Mavros, com exceção do ex-deputado e exilado Pavlos Vardinogiannis, condenaram a tentativa de Metapolitefsi por Papadopoulos e Markezinis, e se recusaram a participar do quaisquer contactos com a junta no poder, insistindo no restabelecimento incondicional e imediato do regime democrático.
Em novembro de 1973, estourou a revolta do Politécnico de Atenas. Acredita-se que a revolta estudantil tenha sido espontânea, iniciada inicialmente com demandas puramente estudantis, e não orquestrada por nenhum grupo político na Grécia. (Inicialmente, foi condenado pelos partidos da esquerda grega, que havia sido banido pela junta governante. Havia na época a suspeita de que o levante fosse um ato de provocação orquestrado por facções do regime militar contrárias ao processo de normalização política e que usariam o levante para inviabilizá-lo.) Os protestos estudantis em frente ao Politécnico, dentro de alguns dias, evoluiu para uma rebelião claramente política, bastante vocal e bastante difundida, embora pacífica, contra a ditadura. Após cerca de três dias e noites de aglomerações contínuas em frente ao Politécnico, os protestos foram reprimidos à força, através do uso de tanques e unidades do exército que invadiram o prédio durante a noite de 17 de novembro. Em 25 de novembro de 1973, Taxiarkhos Dimitrios Ioanides usou os eventos como pretexto para encenar um contragolpe que derrubou Papadopoulos e pôs um fim dramático à tentativa de Papadopoulos e Markezinis de transição para o regime democrático. Ioannidis prendeu Markezinis, cancelou as eleições e restabeleceu totalmente a lei marcial. Seu regime, por sua vez, desmoronou em julho de 1974, após o golpe contra Makarios III pela junta grega de Ioannidis, que levou à invasão turca de Chipre.
Markezinis assinalaria posteriormente que sua participação na normalização política tentada por Papadopoulos visava justamente evitar tal "catástrofe nacional".

## A restauração da democracia
Markezinis esteve envolvido nas negociações em julho de 1974 que levaram ao retorno do governo democrático sob o governo de unidade nacional de Karamanlis. O Partido Progressista de Markezinis permaneceu um partido político ativo, embora pequeno, cujo principal sucesso consistiu em eleger um delegado ao parlamento europeu em 1981. Markezinis passou seus últimos anos escrevendo suas memórias e sobre a história política da Grécia contemporânea.

## Legado
Markezinis morreu em Atenas. Seu mandato como primeiro-ministro da Grécia sob a Junta permanece controverso. Alguns elogiam sua disposição de empreender a tarefa assustadora, quixotesca e, em última análise, mal sucedida de restaurar o governo parlamentar de maneira suave e sem derramamento de sangue em 1973. Outros acham que Markezinis perdeu toda a credibilidade como político ao aceitar uma nomeação política do ditador Georgios Papadopoulos. Markezinis é, no entanto, quase universalmente aclamado por suas reformas econômicas bem-sucedidas na década de 1950 e por suas prolíficas publicações históricas, que incluem os vários volumes The Political History of Modern Greece.